# Zimbel
A Zimbel (Cimbel) egy orgonaregiszter, a regiszter német nyelvű megnevezése. A mixtúránál magasabb, a Scharff regiszternél alacsonyabb sorokat tartalmazó, sűrűn repetáló kevert regiszter. Általában három sorral építik, de lehet 4 vagy 5 soros is. Amennyiben csak Zimbel a megnevezése, akkor kizárólag oktáv- és kvintsorokat tartalmaz; ha nagyritkán tercsor is van benne, akkor a neve Terzzimbel. Anyaga orgonafém, jellege szűk, principálszerű mezúrájú. Hangja fényes és csilingelő, az orgona legmagasabb regisztere.